# Bọ xít (cúc)
Bọ xít hay còn gọi cỏ thỏ, cỏ hôi (danh pháp khoa học: Synedrella nodiflora) là một loài thực vật có hoa trong họ Cúc. Loài này được (L.) Gaertn. miêu tả khoa học đầu tiên năm 1791.